# Tetsuya Nishio
Tetsuya Nishio (西尾鉄也, Nishio Tetsuya), né le 23 juin 1968  dans la préfecture d'Aichi au Japon, est un animateur et character designer japonais.

## Biographie
Tetsuya Nishio travaille au début de sa carrière de façon indépendante sur des séries télévisées, débutant comme intervalliste sur l'adaptation animée d'Osomatsu-kun en 1988 (réalisée par le Studio Pierrot). Puis, à partir de son embauche pour le projet Jin-Roh, la brigade des loups (long-métrage sorti en 1999), il travaille au sein du studio Production I.G.
Nishio a dirigé la conception des personnages (character designer) sur plusieurs films d'animation de Mamoru Oshii, dont Jin-Roh, la brigade des loups (film scénarisé par Oshii, mais réalisé par Hiroyuki Okiura), Ghost in the Shell 2: Innocence et The Sky Crawlers. Il collabore aussi aux trois courts métrages Minipato, dérivés humoristiques de Patlabor, en dirigeant l'animation et en réalisant à la demande d'Oshii les dessins préliminaires des personnages au stylo-pinceau, technique dans laquelle il est réputé. Jin-Roh, acclamé pour sa qualité visuelle, est son premier travail sur un long-métrage, ce qui lui permet d'acquérir une nouvelle expérience différente de l'animation de séries télévisées.
Dans Jin-Roh, sa représentation réaliste des physionomies humaines et des foules, uniquement à la main sur celluloïd, est soulignée par les spécialistes,. Dans Innocence se pose la difficulté d'animer de façon expressive les poupées et pantins sans copier l'animation des personnages humains. Nishio et son équipe utilisent pour cela fortement le langage corporel et une atmosphère inquiétante, sans conférer aux visages d'expressions trop humaines.
Nishio  travaille également sur l'animation de séries télévisées très populaires, dont Ghost in the Shell: S.A.C. 2nd GIG et Naruto. Son travail sur la conception des personnages de The Sky Crawlers (2008) lui vaut d'être récompensé au Tokyo International Anime Fair 2009.

## Filmographie
- 1988 : Osomatsu-kun (série télévisée), intervalliste
- 1990 : Heisei Genius Bakabon (série télévisée), intervalliste (ép. 11, 20, 28, 30, 34, 37, 41)
- 1990-1991 : 808 Cho Hyori Kewaishi (série télévisée), animateur clé
- 1990-1992 : Chibi Maruko-chan (série télévisée), intervalliste (ép. 2, 10, 20, 33, 43, 53, 58, 105), inspection vidéo (ép. 64, 80, 110)
- 1991 : Ore wa Chokkaku (série télévisée), animateur clé (ép. 14, 19, 24, 28, 33, 36), Video Check (ép. 4)
- 1991 : Shōnen Ashibe (série télévisée), animateur clé
- 1991 : Talulu le magicien (film), animateur clé
- 1991-1992 : Marude Dameo (série télévisée), animateur clé
- 1992-1994 : Yū Yū Hakusho (série télévisée), animateur clé (2e générique de début + ép. 2, 9, 14, 19, 26, 33, 43, 49, 56, 62, 70, 86, 92)
- 1993-1995 : The Hakkenden (OAV), animateur clé (ép. 3, 6, 7)
- 1993 : Sailor Moon (Jeux-Vidéo), directeur de l'animation
- 1993 : Yū Yū Hakusho : le film (film), animateur clé
- 1994 : Yū Yū Hakusho le film : Poltergeist Report (film), directeur de l'animation
- 1994 : Ninku: Knife no Bohyō (TV spécial), character design, directeur de l'animation, animateur clé
- 1995-1996 : Ninku (série télévisée), character design, directeur de l'animation (génériques + ép. 7, 15, 50), animateur clé (génériques + 13, 41, 48, 50)
- 1995 : Ninku : le film (film), character design, directeur de l'animation
- 1996-1997 : Midori no Makibaō (série télévisée), animation du générique de début
- 1998-1999 : Kare Kano (série télévisée), animateur clé
- 1999 : Great Teacher Onizuka (série télévisée), animation du générique de début 1
- 1999 : Jin-Roh, la brigade des loups (film), character designer, directeur de l'animation, animateur clé, vérification de layout
- 1999-2000 : Wild Arms TV (série télévisée), animateur clé
- 2000 : Blood: The Last Vampire (film), directeur de l'animation en coopération
- 2000-2001 : FLCL (OAV), animateur clé (ép. 1, 2, 3, 5, 6)
- 2000-2001 : Medabots (série télévisée), animateur clé (ép. 2, 9, 23, 26, 47, 52)
- 2001 : Tales of Eternia (série télévisée), animateur clé du générique de début
- 2001 : Cowboy Bebop, le film (film), animateur clé du générique de début
- 2001 : Millennium Actress (film), animateur clé
- 2002-2003 : .hack//Liminality (OAV), animateur clé (ép. 1)
- 2002 : Le Royaume des chats (film), animateur clé
- 2002 : Wild Arms 3 (Jeux vidéo), animateur clé
- 2002-2007 :  Naruto (série TV), character designer, Design de l'écran-titre (générique de début 9), animateur clé (générique de début 5)
- 2002 : Trouver le trèfle pourpre à quatre feuilles ! (OAV), character designer
- 2003 : Combat mortel au village caché de Taki ! (OAV), character designer
- 2004 : Paranoia Agent (série télévisée), animateur clé (ép. 8)
- 2004 : Innocence : Ghost in the Shell 2 (film), directeur de l'animation, animateur clé
- 2004 : Steamboy (film), animateur clé
- 2004-2005 : Ghost in the Shell: S.A.C. 2nd GIG (série télévisée), character designer, directeur de l'animation (générique de début + ép. 14, 26), animateur clé (générique de début + ép. 24, 26), réalisation et storyboard (générique de début)
- 2004 : Naruto et la Princesse des neiges (film), character designer, animateur clé (animation clé du rasengan final)
- 2004 : Windy Tales (série télévisée), animateur clé du générique de début
- 2004-2005 : Otogi Zoshi (anime) (série télévisée), animateur clé du générique de début 2
- 2005 : Elemental Gerad (série télévisée), animateur clé du générique de début
- 2005-2007: Karas (OAV), animateur clé du générique de début
- 2005 : Space station No. 9 (film), animateur clé
- 2005 : Team Astro (drama), réalisation et storyboard du générique de début
- 2005 : La Légende de la pierre de Guelel (film), character designer, directeur de l'animation, animateur clé
- 2005-2006 : Eureka Seven (série télévisée), animateur clé du générique de début 3
- 2006 : Mission spéciale au pays de la Lune (film), character designer, animateur clé
- 2006 : Ghost in the Shell: S.A.C. Solid State Society (OAV), animateur clé du générique de début
- 2006 : Les Contes de Terremer (film), animateur clé
- 2006 : Gurren Lagann (série télévisée),  animateur clé (ép. 25, 26)
- 2007 : Seirei no moribito (série télévisée), animateur clé du pilote
- 2007 : Naruto Shippūden (série télévisée), character designer, animateur clé (générique de début 5, ending4+ ép.85), Mastering (ép. 291-295)
- 2008 : The Sky Crawlers (film), character designer, directeur de l'animation, animateur clé
- 2008 : Naruto Shippuden : Les Liens (film), character designer, animateur clé (animation clé du rasengan final)
- 2008 : Real Drive (série télévisée), animateur clé (ép. 26)
- 2008-2009 : Michiko to Hatchin (série télévisée), animateur clé (générique de début+ép. 16)
- 2009 : Devil Kings (série télévisée), animateur clé du générique de début
- 2009 : Eden of the East (série télévisée), animateur clé (ép. 11), animation des génériques
- 2009 : Tales of Vesperia: First Strike (film), animateur clé
- 2011 : Bunny Drop (série télévisée), animateur clé (ép. 10)
- 2011 : Sawaka (série télévisée), animateur clé (2e saison, ép. 6)
- 2011 : Onigamiden, la légende du dragon millénaire (film), character designer
- 2011 : Mawaru-Penguindrum (série télévisée), animateur clé (ép. 23), 3D
- 2011 : Blood-C (série télévisée), animateur clé (générique de début, ép. 12)
- 2012 : Blood-C: The Last Dark (film), animateur clé
- 2012 : Lettre à Momo (film), animateur clé
- 2012 : Naruto Shippuden: Road to Ninja (film), character designer
- 2012 : Mass Effect: Paragon Lost (film), storyboard
- 2013 : Ghost in the Shell: Arise (OAV), directeur de l'animation (ép. 1), sub-character design (ép. 1)
- 2014 : L'Île de Giovanni (film), animateur clé